# Le Mas-d'Azil

Le Mas-d'Azil este o comună în departamentul Ariège din sudul Franței. În 1 ianuarie 2022 avea o populație de 1.236 de locuitori.